# Johannes Angelos
Johannes Angelos är en roman från 1952 av den finske författare Mika Waltari. Den utspelar sig år 1453 och handlar om en man som anländer till Konstantinopel för att försvara staden mot Mehmet II. Under den turkiska belägringen har han en romans med en grekisk adelsdam och genomgår en andlig utveckling, fram till att han får bevittna Konstantinopels fall. Boken berör kristen mystik och gnosticism. Den gavs ut på svenska 1953 i översättning av Thomas Warburton.
Waltari ratade sin första version av berättelsen, som skildrar mer av huvudpersonens ungdom samt kyrkliga konflikter, eftersom berättarstrukturen gjorde boken alltför omständlig. Den nya versionen skrevs istället som en dagboksroman, vilket gjorde det möjligt att skildra samma skeenden med ett betydligt tätare berättande. Manusmaterialet till den första versionen gavs ut på finska 1981 som Nuori Johannes ("Den unge Johannes").